# Dušan Radić
Dušan Radić (Sombor, 10 d'abril de 1929 – Belgrad, 3 d'abril de 2010) va ser un compositor serbi.
Va estudiar a l'Acadèmia de Música de Belgrad sota Milenko Živković, graduant-se amb la seva Sinfonietta al 1954, i posteriorment al Conservatori de Paris amb Darius Milhaud i Olivier Messiaen. Va ser membre de l'Acadèmia Sèrbia de Ciències i Arts des del 1972, i va ensenyar a l'Acadèmia de les Arts de Novi Sad. A més de compondre música, també va escriure poesia infantil.
Radić va començar component en un estil neoclàsic amb elements folklòrics iugoslavs, però als anys 50 va evolucionar a un poliestilisme jogant sovint amb efectes anacrònics, com al final jazzístic de la seva cantata La torre de cranis, que adapta un poema de Vasko Popa al voltant del Primer Aixecament Serbi. Als anys 60 va escriure les bandes sonores de les coproduccions iugoslaves-britàniques Genghis Khan i Els invasors i una opera inspirada en Monsieur de Pourceaugnac de Molière, L'amor, això és el mes important.
A algunes obres dels anys 70 va incorporar recursos de la música d'avantguarda com el aleatorisme o l'electroacústica, com al seu Oratorio profano, però no es consideraba com un compositor experimental i la seva música va seguir sent essencialment tonal.

## Selecció de composicions
- 1947: Tres Preludis per a piano
- 1950: Sonata lesta per a piano
- 1952: Variacions sobre un tema popular
- 1953: Gungulice; Dues imatges simfòniques; Sinfonietta
- 1954: L'alegria assetjada; La llista
- 1955: El país dret (cantata); Esperant a Maria
- 1956: Concertino per a clarinet; La brillantor obsesiva
- 1957: La balada de la lluna vagabunda (ballet); La torre de cranis (cantata)
- 1961: Divertimento
- 1962: L'amor, això és el més important (ópera)
- 1968: Simfonia
- 1970: El meu pais
- 1971: Metamorfosis de l'originació; La Sèrbia de Vuk (cantata)
- 1974: Oratorio profano